# Nemetschek
Nemetschek é uma companhia de software alemã para arquitetos, engenheiros e para a indústria da construção. A empresa desenvolve e distribui software para planejamento, projeto, construção e gerenciamento de edifícios e imóveis, bem como para mídia e entretenimento.
Foi fundada em 1963 e tem sede em Munique, Alemanha.

## História
A empresa foi fundada pelo Professor Georg Nemetschek em 1963 e inicialmente atendia pelo nome de Ingenieurbüro für das Bauwesen (empresa de engenharia para a indústria da construção), com foco no projeto estrutural. Foi uma das primeiras empresas do setor a usar computadores e desenvolver software para engenheiros, inicialmente para suas próprias necessidades.
Em 1968, a empresa começou2 desenvolver software para engenheiros, inicialmente apenas para uso pessoal.
Em 1977, a Nemetschek começou a distribuir seu programa Statik 97/77 para engenharia civil.
Em 1980, apresentou o primeiro software de engenharia assistida por computador (CAE).
Em 1981, foi criada a empresa Nemetschek Programmsystem GmbH, voltada para a distribuição comercial dos softwares, enquanto a criação e o aperfeiçoamento dos programas permaneciam sob a responsabilidade do escritório técnico de Georg Nemetschek.
Em 1983, inicia sua expansão para fora da Alemanha e abre subsidiarias na Áustria e Suíça.
Em 1984, a Nemetschek lança o CAD, ALLPLAN 1.0, um software para projetos de construção.
Em 1997, é lançado a plataforma baseada em banco de dados O.P.E.N. – conhecida atualmente como BIM.

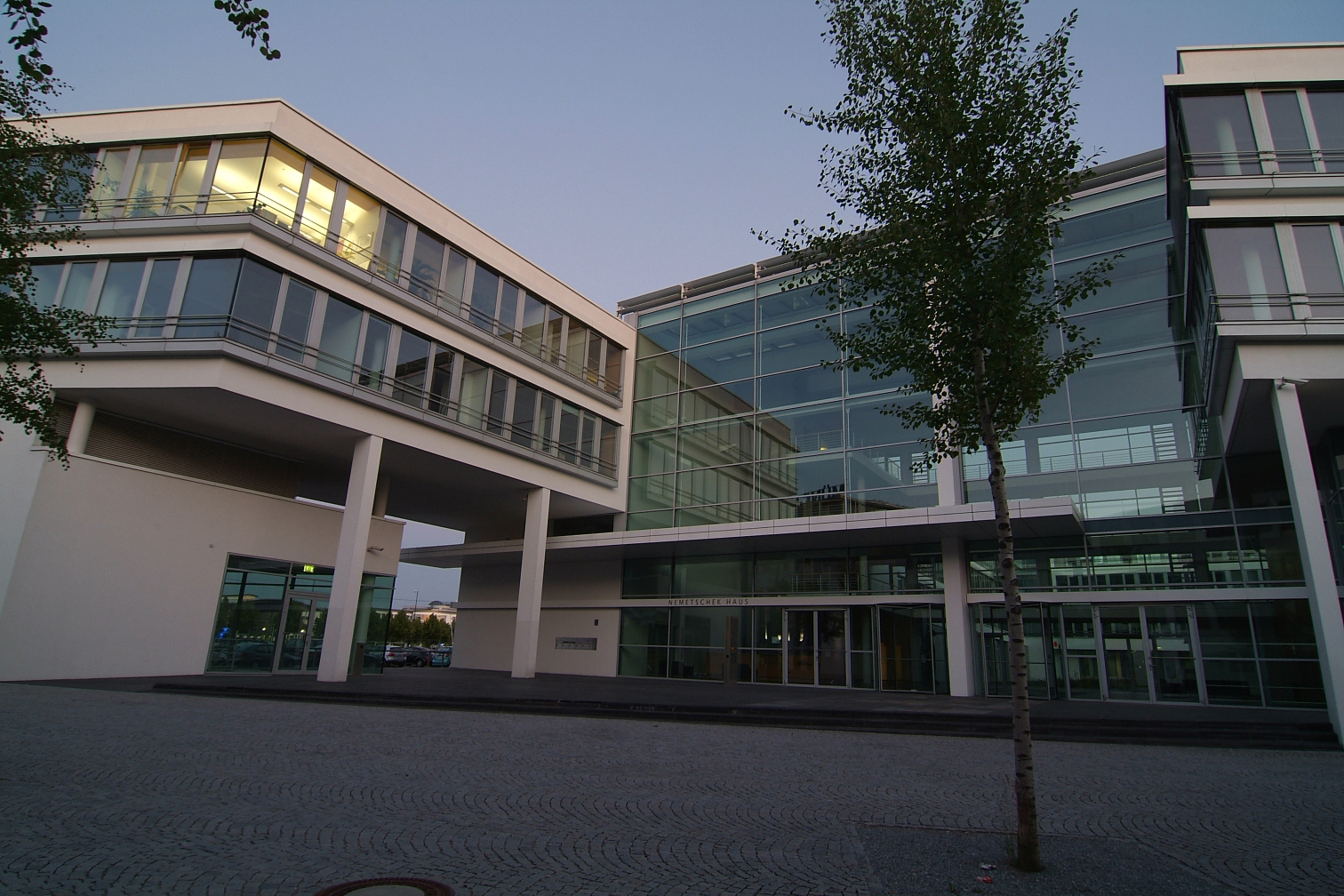
Sede da Nemetschek em Munique, Alemanha

Em 1998, ocorreu a compra das empresas Frilo, Glaser, Bausoftware e Crem.
Abriu seu capital na bolsa de valores em março de 1999.
Em janeiro de 2000, adquiriu a empresa alemã de software Maxon Computer e que é especializada em softwares para arquitetura, engenharia, construção, mídia e entretenimento. No mesmo ano, compra a comepnhia estadunidense Vectorworks e que é especializada em tecnologias de design 3D para os setores de de paisagismo, entretenimento entre outros.
Em 2001, a Nemetschek inaugura uma nova sede em Munique.
Em fevereiro de 2006, adquiruiu a empresa belga SCIA International e que atua em softwares de engenharia, já em dezembro de 2006, a Nemetschek adquiriu a Graphisoft da Hungria e que entre seus produtos faz o software de arquitetura ArchiCAD.
Em março de 2016, a Nemetschek se tornou uma Societas Europaea, a mudança na forma jurídica aconteceu após aprovação pelos acionistas em assembleia geral em 20 de maio de 2015.
Em agosto de 2018, adquiriu a companhia com sede na Bélgica de soluções em gerenciamento de edifícios MCS Solutions.
No julho de 2024, a Nemetschek fechou sua maior aquisição de sua história, ao adquirir a empresa estadunidense de gerenciamento de equipes de campo GoCanvas e que adicionou o software de gerenciamento de campo baseado em SaaS GoCanvas, em seu portifólio.

## Segmentos de operação
A empresa opera por meio de quatro segmentos: Design, Construção, Gestão e Mídia.
Design: disponibiliza ferramentas de software principalmente por meio das marcas Allplan, Graphisoft, Solibri, Precast, Vectorworks, SCIA, dRofus, Frilo e RISA, voltadas para profissionais como arquitetos, projetistas, engenheiros civis e estruturais, especialistas em planejamento e paisagismo, além de incorporadoras e construtoras. Este segmento fornece soluções baseadas em Modelagem da Informação da Construção (BIM), abrangendo tanto desenho técnico assistido por computador (CAD) quanto engenharia assistida por computador (CAE).
Construção: entrega sistemas integrados de BIM 5D, com destaque para a marca Bluebeam, que auxiliam em atividades como elaboração de propostas, processos de contratação, controle de pagamentos, estimativas orçamentárias, planejamento de prazos e análise de custos. Seu público-alvo inclui construtoras, incorporadoras, fornecedores do setor, empreiteiras, escritórios de engenharia, arquitetos e planejadores.
Gestão: fornece soluções tecnológicas voltadas a obras civis e infraestrutura, bem como à administração profissional de imóveis. Por meio da marca Spacewell, oferece softwares modulares e integráveis para gestão de propriedades, manutenção predial e ambientes corporativos.
Mídia: desenvolve programas sob a marca Maxon para criação de conteúdos visuais como renderizações, modelagem tridimensional, animações, pintura digital e escultura virtual. O público desse segmento abrange produtoras de filmes e TV, agências publicitárias, desenvolvedores de jogos, profissionais autônomos e designers gráficos, entre outros.
Em 2024, a Nemetschek teve 49% de seu faturamento vindo do setor de Design, 34% do setor de construção, 12% vindo do setor de mídia e 5% do setor de gestão.